# Pontania triandrae
Pontania triandrae – gatunek błonkówki z rodziny pilarzowatych.

## Zasięg występowania
Gatunek dość szeroko rozpowszechniony w Europie. Notowany w Czechach, Estonii, Holandii, Irlandii, Niemczech, na Słowacji w Wielkiej Brytanii i we Włoszech.

## Biologia i ekologia
Gatunek związany wierzbą trópręcikową.
W ciągu roku występują dwie generacje. Galasy, umiejscawiane po obu stronach blaszki liściowej, są gładkie, początkowo mają barwę jasnozieloną, lecz szybko stają się czerwone u góry i blado zielonożółte od spodu.

## Znaczenie dla człowieka
Często występuje na plantacjach wierzby, lecz zwykle nie powodują strat. Jednakże w przypadku wystąpienia dużej ilości galasów w szczytowej części wysokich, cienkich pędów, mogą one doprowadzić do ich złamania.